# الصالحية (الإسكندرية)
الصالحية هي منطقة سكنية تابعة لشياخة زعربانة بقسم ثان الرمل بحي شرق بمدينة الإسكندرية في مصر.